# Gorakhpur
Gorakhpur är en stad i den indiska delstaten Uttar Pradesh, och är den administrativa huvudorten för distriktet Gorakhpur. Staden hade 673 446 invånare vid folkräkningen 2011, med förorter 694 889 invånare. I staden föddes Leopold Amery, brittisk minister för Indien under andra världskriget.
Staden har en flygplats, Gorakhpur Airport.